# スキヴェノーリア
スキヴェノーリア（伊: Schivenoglia）は、イタリア共和国ロンバルディア州マントヴァ県にある、人口約1,100人の基礎自治体（コムーネ）。

## 地理

### 位置・広がり

#### 隣接コムーネ
隣接するコムーネは以下の通り。
- ボルゴ・マントヴァーノ
- クインジェントレ
- クイステッロ
- サン・ジョヴァンニ・デル・ドッソ

### 気候分類・地震分類
気候分類では、zona E, 2393 GGに分類される。
また、イタリアの地震リスク階級 (it) では、zona 3 (sismicità bassa) に分類される。

## 行政

### 分離集落
スキヴェノーリアには、以下の分離集落（フラツィオーネ）がある。
- Brazzuolo, Caselle, Gabbianella, Malpasso